# ГЭС «Юхары Венг»
Юхары Венг — гидроэлектростанция в Кельбаджарском районе Азербайджана.

## Общие сведения
Построена на реке Тертер. Входит в каскад ГЭС «Кельбаджар».
Электростанция построена ОАО «АзерЭнержи».
На станции построено 110-киловольтное открытое распределительное устройство, проложена 24-жильная оптическая кабельная линия.
Станция интегрирована в систему SCADA.
Построены специальные гидротехнические устройства, предотвращающие попадание речных рыб в деривационный трубопровод.
Проект станции разработан Институтом энергетики ОАО «АзерЭнержи» совместно с энергетиками компаний Австрии и Италии.
Мощность — 22,5 МВт.
Введена в эксплуатацию 2 сентября 2024 года.
Станция позволяет производить до 66 миллионов киловатт-часов электроэнергии, потенциально экономя 15 млн м3 природного газа, и предотвращая эмиссию более 27 тыс. тонн углекислого газа.

## Галерея

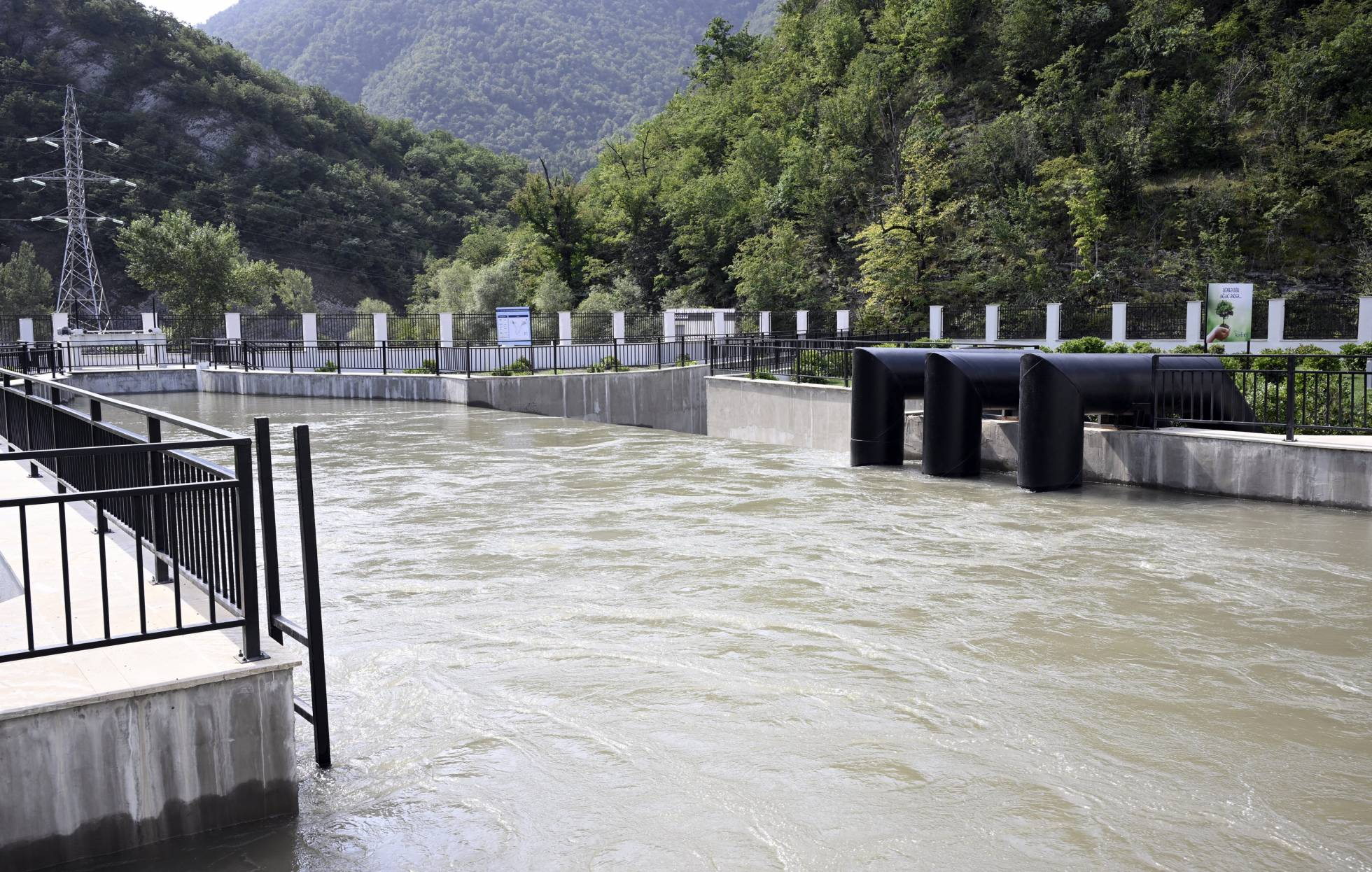
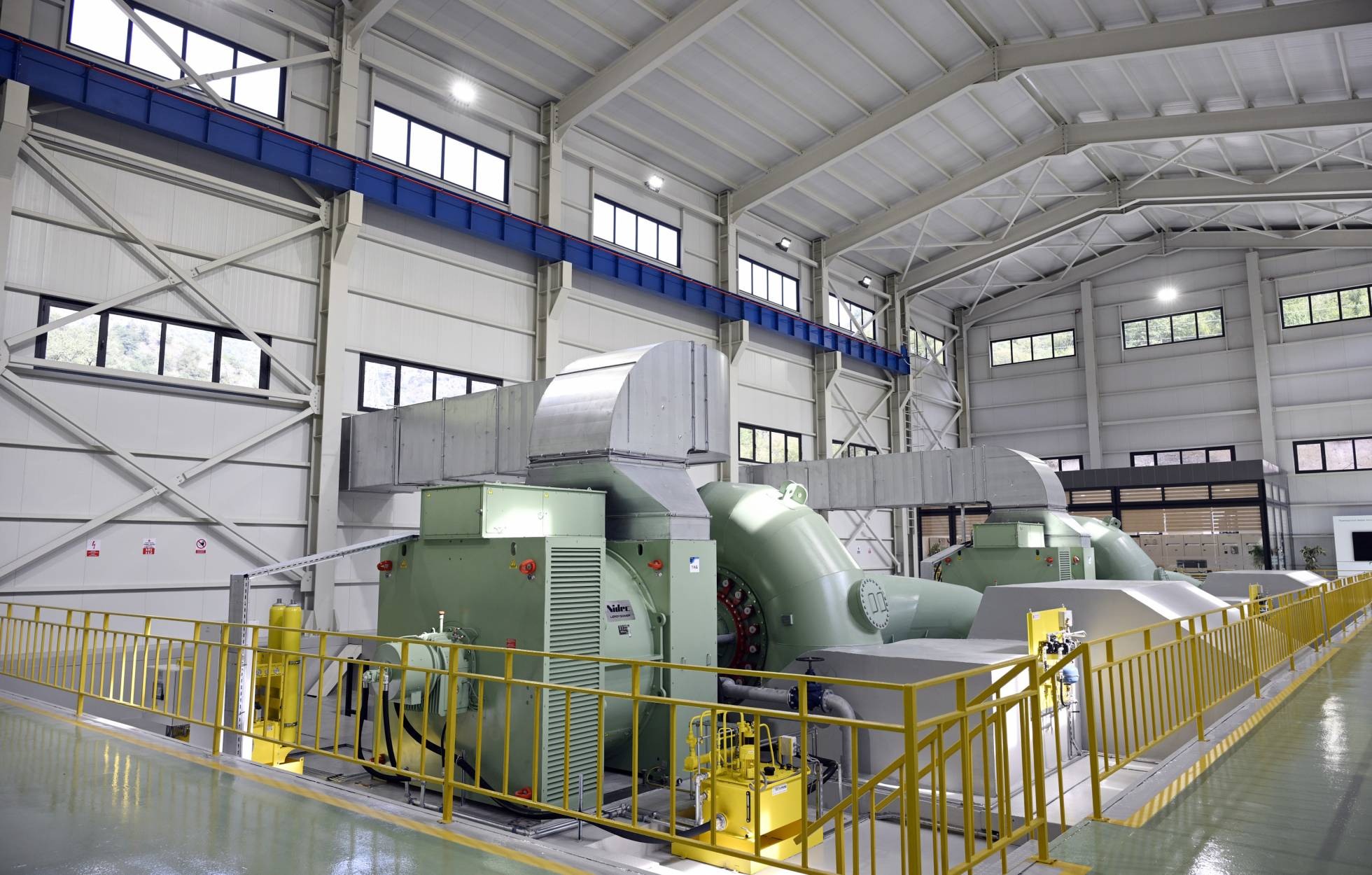
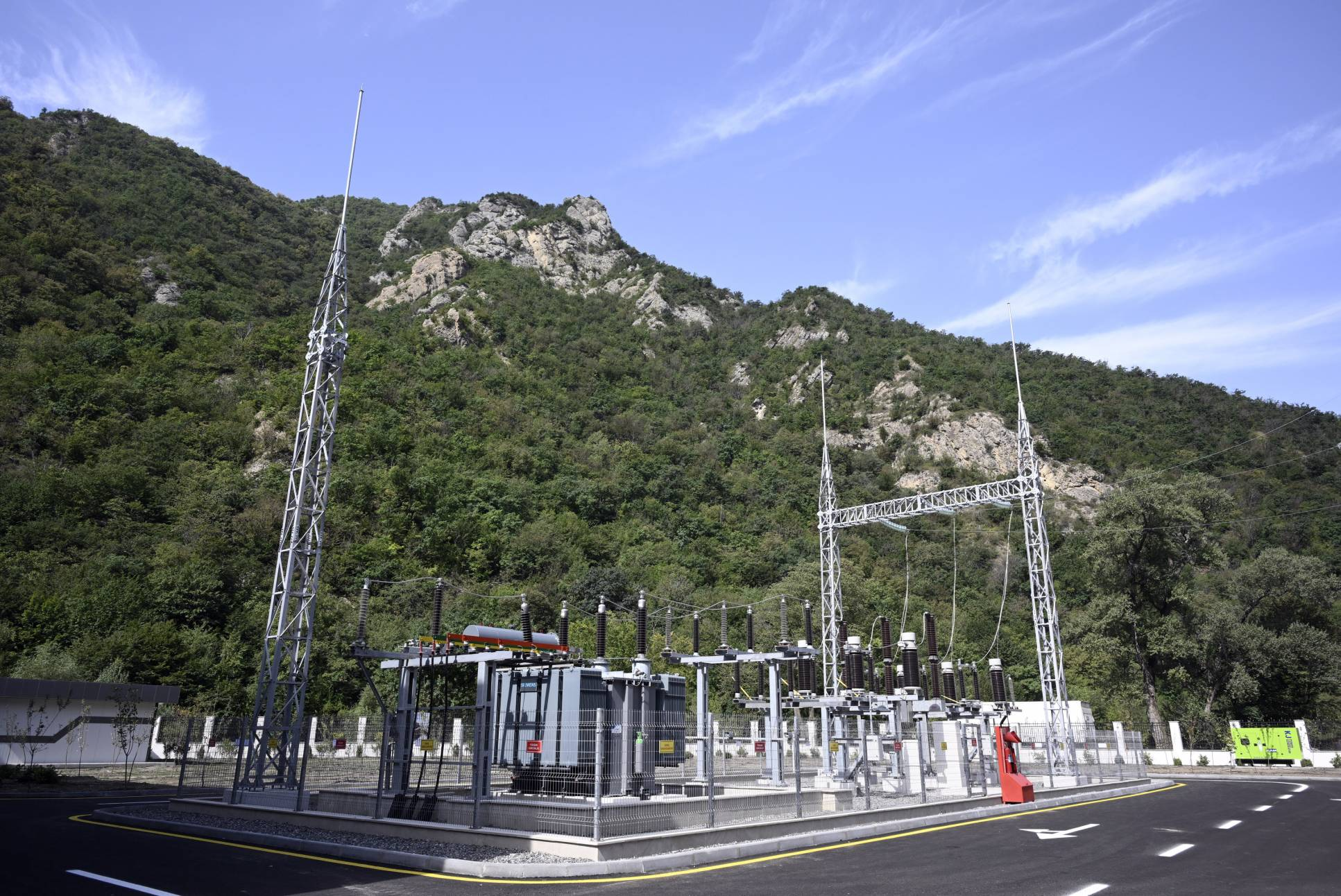
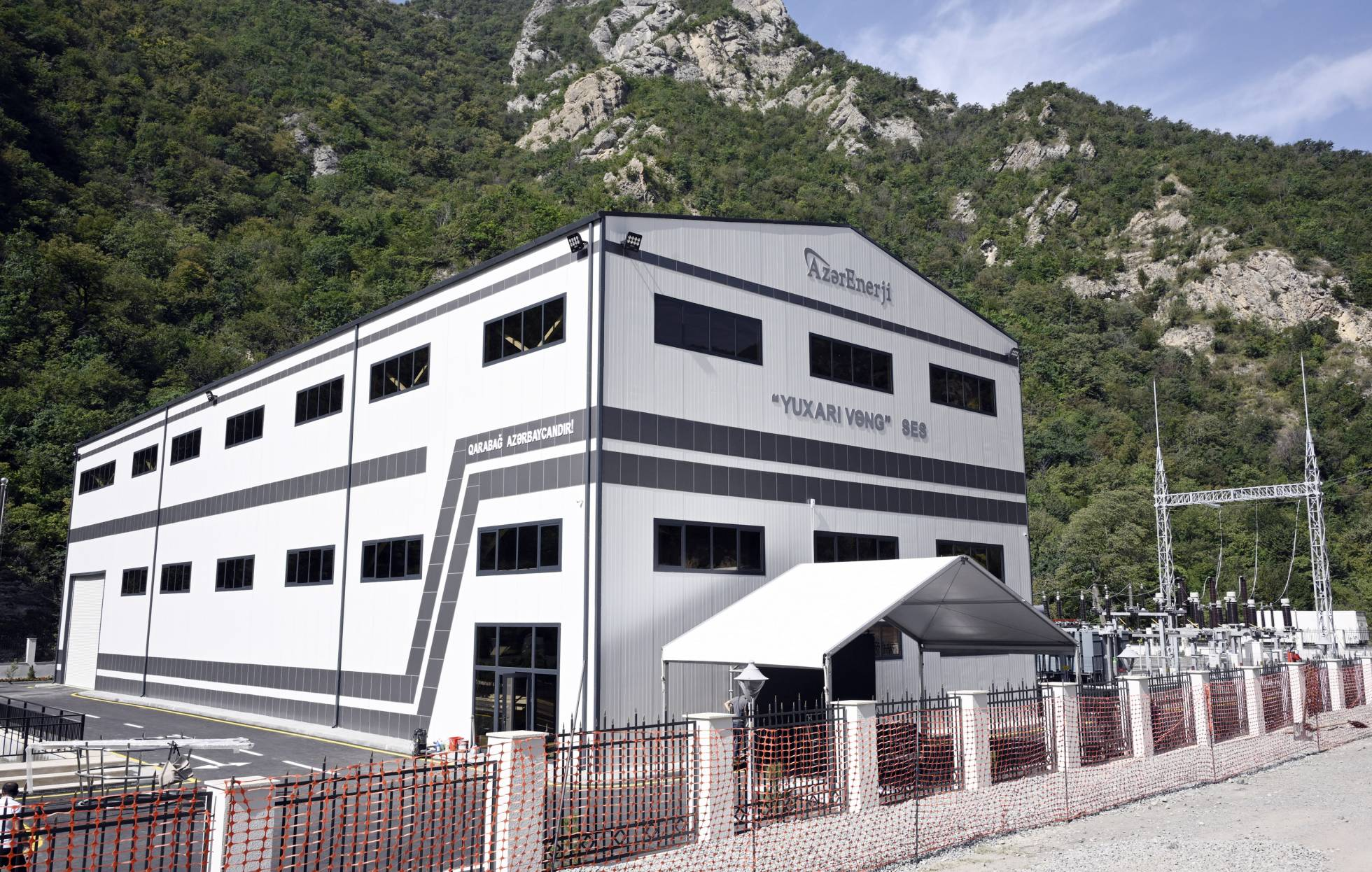